# Violació CP

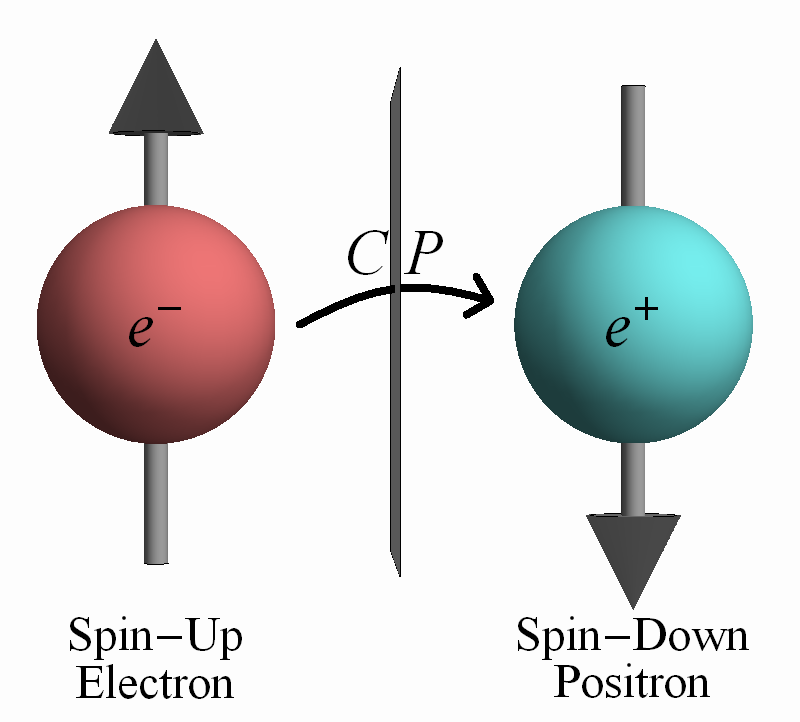
Mitjançant la transformació CP es genera una imatge mirall on la càrrega i la paritat s'intercanvien. Un electró amb spin amunt es converteix en un positró amb spin avall i viceversa.

En física de partícules, la  violació CP  és una violació de la simetria CP (on C representa la conjugació de càrrega i P la paritat d'una partícula).
L'operació CP implica un canvi en el nombre quàntic P de la partícula (és a dir, una inversió espacial de la seva paritatː una imatge mirall de les coordenades espacials, substituint-les per altres oposades per vectors polars ⃗r → −⃗r , així com de la seva impulsió p ⃗ → −⃗p) i del nombre quàntic C de conjugació de càrrega, que correspon a la substitució d'una partícula per la seva antipartícula. La simetria CP es violada en processos on intervé la interacció feble. En virtut de la conservació de la simetria CPT, una violació CP implica una violació de la simetria T d'inversió del temps, t → −t, és a dir, que el procés físic en qüestió no es pot produir "anant endarrere" en el temps.
La violació CP té un paper important en la cosmologia. Aquesta violació pot explicar, per exemple, per què hi ha més matèria que antimatèria al nostre univers. La violació CP va ser descoberta el 1964 en la desintegració de kaons neutres, per James Cronin i Val Fitch els quals van rebre el Premi Nobel per aquest descobriment el 1980.

## Simetria CP
La simetria CP es basa en la combinació de la simetria C i la simetria P. La primera afirma que les lleis de la física serien les mateixes si s'intercanvien les partícules amb les antipartícules. La simetria P afirma que les lleis de la física romandrien inalterades sota inversions especulars, és a dir, l'univers es comportaria igual que la seva imatge en un mirall. La simetria CP és una combinació de totes dues.
La interacció forta, la gravetat i l'electromagnetisme satisfan la simetria CP, però no així la interacció feble, la qual cosa es manifesta en certes desintegracions radioactives.